# Philosophie der Chemie
Die Philosophie der Chemie ist ein Teilgebiet der Wissenschaftstheorie, das sich mit philosophischen Fragestellungen bezüglich der Chemie beschäftigt. Die Wissenschaftstheorie wurde überwiegend von der Philosophie der Physik dominiert, aber durch zunehmenden philosophischen Problemstellungen in der Chemie bekam die Philosophie der Chemie in den letzten Jahren des 20. Jahrhunderts zunehmende Aufmerksamkeit. Die Philosophie der Chemie wird von Philosophen und Chemikern praktiziert, oftmals in Kooperation miteinander. Außerhalb der Philosophie beschäftigt sich die Philosophie der Chemie speziell mit der Chemiedidaktik.

## Grundlagen der Chemie
Wichtige philosophische Fragen stellen sich, sobald versucht wird, die Chemie zu definieren und was die Chemie untersucht. Atome und Moleküle werden oft als grundlegende Einheiten der chemischen Theorie angesehen, aber traditionelle Beschreibungen der Molekülstruktur und der chemischen Bindung berücksichtigen nicht die Eigenschaften vieler Substanzen, einschließlich der Metalle und Metallkomplexe sowie Aromatizität.
Einige Chemiker und Philosophen der Chemie ziehen es vor, Substanzen anstelle von Mikrostrukturen als grundlegende Untersuchungseinheiten der Chemie zu betrachten. Es gibt nicht immer eine eindeutige Entsprechung zwischen den beiden Methoden zur Einstufung von Stoffen. Zum Beispiel existieren viele Gesteine als Mineralkomplexe aus mehreren Ionen, die nicht in festen Proportionen oder räumlichen Beziehungen zueinander vorkommen.
Ein ähnliches philosophisches Problem ist, ob die Chemie Substanzen oder Reaktionen untersucht. Selbst in einem Feststoff sind die Atome in ständiger Bewegung und unter gewissen Bedingungen reagieren viele Chemikalien spontan, um neue Produkte zu bilden. Eine Vielzahl von Variablen tragen zu den Eigenschaften eines Stoffes bei, einschließlich Temperatur und Druck, Nähe zu anderen Molekülen und das Vorhandensein eines Magnetfeldes. Schummer drückt es folgendermaßen aus: „Substanzphilosophen definieren eine chemische Reaktion durch die Veränderung bestimmter Substanzen, während Prozessphilosophen eine Substanz durch ihre charakteristischen chemischen Reaktionen definieren.“

## Philosophen der Chemie
Friedrich Wilhelm Joseph Schelling gehörte zu den ersten Philosophen, die die Wortverbindung „Philosophie der Chemie“ verwendeten.
Mehrere Philosophen und Wissenschaftler haben sich in den letzten Jahren mit der Philosophie der Chemie befasst, insbesondere der niederländische Philosoph Jaap van Brakel, der im Jahr 2000 das Buch The Philosophy of Chemistry schrieb, und der in Malta geborene Philosoph und Chemiker Eric Scerri, Herausgeber der Zeitschrift Foundations of Chemistry und Autor des Buches Normative and Descriptive Philosophy of Science and the Role of Chemistry in Philosophy of Chemistry, das am 1. Januar 2008 veröffentlicht wurde. Scerri interessiert sich insbesondere für die philosophischen Grundlagen des Periodensystems und wie sich Physik und Chemie in Bezug darauf überschneiden. Seiner Meinung nach sei diese Thematik nicht nur eine Frage der Wissenschaft, sondern der Philosophie.